# Талай
Тала́й (грец. Talaos) — давньогрецький міфічний персонаж, аргоський володар, батько Адраста, син Біанта і Перо.
Учасник походу аргонавтів з Аргосу. Учасник змагань після смерті Кизика.
Дружина: Лісімаха, донька Абанта (або Лісіанаса, донька Поліба).
Діти Адраст, Парфенопей (імовірно), Пронакс, Мекістей, Аристомах та Еріфіла Дід Евріал.
Талай був убитий Амфіараєм під час боротьби між гілками аргоського царського роду. Могила в Аргосі. В ньому поєднувались «зрілий плід розуму та прямий шлях правди».